# Aquila van Sinope
Aquila van Sinope was een in de tweede eeuw geboren inwoner van Pontus in Anatolië. Hij werd bekend als vertaler van een zeer letterlijke vertaling van de Hebreeuwse Bijbel (Oude Testament samen met de Tenach) in het Grieks omstreeks 130 n.Chr.
Hij was een bekeerling en tot het Jodendom toegetreden en werd een volgeling van Rabbi Akiba of Akiva ben Josef die leefde van ca. 50 – ca. 135.
Wegens de gelijkaardige naam wordt hij vaak verward met Onkelos, een andere joodse bekeerling, die de Targoem Onkelos schreef (targoem is Hebreeuws voor vertaling).
Behalve een aantal fragmenten en citaten door de kerkvaders, is de vertaling verloren gegaan. Aquila’s tekst stond in de derde kolom van Origenes’ befaamde Hexapla.